# General Nakar
General Nakar é um município de  primeira classe de renda municipal (d) na província Quezon, nas Filipinas. De acordo com o censo de 1 de maio  de  2020 possui uma população de 34 225 pessoas e 8 297 domicílios.